# Швайцарниця
45°38′ пн. ш. 18°41′ сх. д. / 45.64° пн. ш. 18.68° сх. д.
Швайцарниця (хорв. Švajcarnica) — населений пункт у Хорватії, в Осієцько-Баранській жупанії у складі громади Дарда.

## Населення
Населення за даними перепису 2011 року становило 196 осіб.
Динаміка чисельності населення поселення:

## Клімат
Середня річна температура становить 11,03 °C, середня максимальна – 25,42 °C, а середня мінімальна – -6,04 °C. Середня річна кількість опадів – 632 мм.
| Клімат поселення                              | Клімат поселення | Клімат поселення | Клімат поселення | Клімат поселення | Клімат поселення | Клімат поселення | Клімат поселення | Клімат поселення | Клімат поселення | Клімат поселення | Клімат поселення | Клімат поселення | Клімат поселення |
| Показник                                      | Січ.             | Лют.             | Бер.             | Квіт.            | Трав.            | Черв.            | Лип.             | Серп.            | Вер.             | Жовт.            | Лист.            | Груд.            |                  |
| Середній максимум, °C                         | 5,80             | 7,79             | 12,45            | 17,14            | 22,43            | 25,42            | 25,30            | 24,94            | 20,74            | 15,29            | 9,27             | 5,37             |                  |
| Середня температура, °C                       | −0,1             | 1,90             | 6,53             | 11,20            | 16,50            | 19,48            | 21,28            | 20,91            | 16,74            | 11,27            | 5,24             | 1,34             |                  |
| Середній мінімум, °C                          | −6,04            | −4,04            | 0,63             | 5,30             | 10,59            | 13,58            | 17,27            | 16,91            | 12,72            | 7,26             | 1,21             | −2,69            |                  |
| Норма опадів, мм                              | 40               | 34               | 38               | 50               | 59               | 78               | 63               | 60               | 50               | 53               | 59               | 48               |                  |
| Середньомісячна швидкість вітру, м/с          | 2.42             | 2.70             | 2.94             | 2.88             | 2.50             | 2.30             | 2.30             | 2.10             | 2.10             | 2.24             | 2.40             | 2.50             |                  |
| Середньомісячна сонячна радіація, кДж/м²·день | 4184             | 6962             | 10889            | 15485            | 19368            | 21673            | 22142            | 20198            | 14887            | 9391             | 4756             | 3511             |                  |
| --------------------------------------------- | ---------------- | ---------------- | ---------------- | ---------------- | ---------------- | ---------------- | ---------------- | ---------------- | ---------------- | ---------------- | ---------------- | ---------------- | ---------------- |
| Джерело:                                      |                  |                  |                  |                  |                  |                  |                  |                  |                  |                  |                  |                  |                  |